# Sportelle

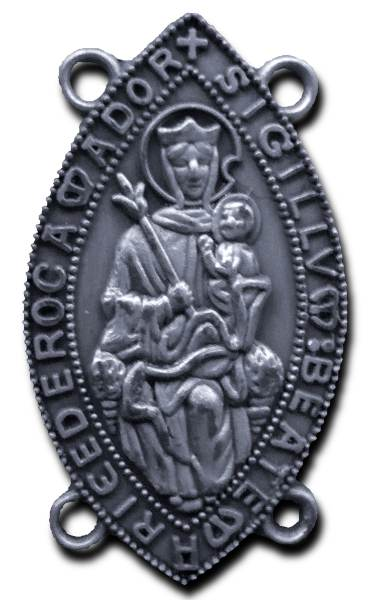
Une sportelle moderne

La sportelle est l’insigne du pèlerin de Rocamadour, cousu sur son vêtement ou son chapeau.

## Fonction
De même que les pèlerins de Saint-Jacques-de-Compostelle portaient la coquille, ceux de Chartres la Sainte Chemise et ceux de Boulogne la barque. D'après le Livre des Miracles, Rocamadour a eu son insigne appelée sportelle (senhal en occitan), sportulas ou sportellas, depuis 1172. Portée par les pèlerins, elle servait de sauf-conduit pour traverser les zones de guerre vers 1371, pendant la Guerre de Cent Ans.

## Description
La sportelle est une médaille en forme de mandorle reproduisant le sceau du prieuré de Rocamadour : la Vierge siégeant sur un trône, un sceptre fleurdelisé dans la main droite et l’Enfant Jésus sur le bras gauche ou le genou gauche, entourée de l'inscription « SIGILLUM:BEATAE MARIAE DE ROCAMADOR  ».
La sportelle était en plomb, en étain, en cuivre, en argent ou en or. Elle était fabriquée exclusivement par les orfèvres de Rocamadour. En 1237, l'abbé de Tulle, Élie de Ventadour, avait donné l'autorisation aux habitants de vendre des médailles aux pèlerins.
Les sportelles sont actuellement vendues au magasin du pèlerin, sous leur forme traditionnelle de médaille à coudre, mais également sous forme d'épinglettes fabriquées par Metalcom.